# Муин ед Дин Унур
Муин ед Дин Унур ел Атабеки (умро 28. августа 1149) био је владар Дамаска срединов 12. века.

## Биографија
Унур се први пут спомиње као војсковођа у Тугтигиновој армији. Унурова ћерка била је ожењена Нур ад Дином, синов великог војсковође Зенгија. Унур је 1142. године склопио мир са крсташима Јерусалимске краљевине. Међутим, долазак крсташа из Европе предвођених Лујем Француским и Конрадом Немачким покварио је пријатељство. Европски крсташи опседају град. Унур прети да ће град предати Саиф ад-Дин Газију и Нур ад Дину ако се крсташи не повучу. Опсада је скинута после само четири дана. Унур умире 28. августа 1149, а наследио га је седамнаестогодишњи син Муџир ед Дин Абага.
Унурова ћерка била је супруга Нур ад Дина, а касније и чувеног Саладина.